# シマイサキ
シマイサキ（縞伊佐幾、Rhynchopelates oxyrhynchus）は、河口から内湾に生息している魚。食用魚。西太平洋に広くで見られ、タイプ産地は日本である。

## 分布
日本国内では、屋久島以北本州以南。迷魚として久米島から記録されている。国外では、朝鮮半島、東シナ海、南シナ海、台湾、東南アジアの沿岸。

## 形態
全長は20-40センチメートル。体はやや細長く側扁し、口は小さく吻は劣る。唇はやや厚い。2本の鋭い棘がある。尾鰭はわずかに湾入する。体色は稚魚では褐色で、幼魚は黄色。成長とともに青みを帯びた白色に変わる。数本の黒色縦帯が体側を直走し、和名のもとになっている。体側中央の黒色縦帯は、上唇から眼を通って尾鰭に達している。尾鰭にも放射状に広がる細い暗色の縞模様がある。斑紋の発現パターンは成長とともに変化する。胸鰭条数は13-14、側線鱗数は58-80、背鰭棘基底中央直下の横列鱗数は10-11。

## 生態
主に内湾や汽水域生息し、特に河口に広がるアマモ場では、夏になると、本種の幼魚がよく捕れる。幼魚は河川の淡水域まで遡上する。また、川底に沈むカキの殻やタイヤなどに隠れていることも多く、こうした障害物の近くに網を入れると捕れることが多い。産卵期は5 - 8月で、卵はオスによって守られる。鰾を収縮させて「グウグウ」と発音する。小型の甲殻類、多毛類、小魚などを食べる動物食性。

## 利用
刺身や塩焼き、煮つけなどで賞味する。国内では養殖も行われている。

## 別名
地方名はスミヤキ、カワススギ、スミナガシなど。